# 鎌田共済会郷土博物館
鎌田共済会郷土博物館（かまだきょうさいかい きょうどはくぶつかん）は、香川県坂出市本町1-1-24にある博物館（登録博物館）。運営は公益財団法人鎌田共済会。実業家・貴族院議員の鎌田勝太郎が1918年（大正7年）に慈善・育英・社会教育を目的として設立した財団法人鎌田共済会の施設の一つ。

## 歴史
1918年（大正7年）に鎌田共済会が設立されると、1925年5月24日に鎌田共済会郷土博物館が開館した。博物館初代主事は郷土史家の岡田唯吉。
1992年にはJR予讃線の鉄道高架事業に伴って建物が取り壊され、1922年（大正11年）に鎌田共済会図書館として建設された建物に移転した。この建物は1951年（昭和26年）から1979年（昭和54年）まで坂出市立図書館として使用された建物でもある。1998年（平成10年）12月11日には建物が「鎌田共済会郷土博物館（旧図書館）」という名称で登録有形文化財に登録された。

## 収集・展示
香川県に関する歴史資料を中心に近世から近代の書画、写真、考古学資料、鉱石標本など10,000点以上を所蔵し、展示・調査・研究を行う。所蔵品のうち、久米通賢（江戸時代後期、高松藩に仕えた洋学者・発明家）に関する一括資料（1,061点）は2014年に国の重要文化財に指定された。

### 重要文化財（国指定）
- 久米通賢関係資料
  - 文書・記録類 595点
  - 書状類 295点
  - 絵図・地図類 115点
  - 著述稿本類 11点
  - 典籍類 20点
  - 器物類 25点

## 建築概要
- 設計 -
- 竣工 - 1922年（大正11年）
- 構造・規模 - 鉄筋コンクリート造、地上3階建て
- 建築面積 - 446.31m2
- 延床面積 - 634.58m2
- 所在地 - 〒762-0044　香川県坂出市本町一丁目1番24号
- 備考 - 国の登録有形文化財（1998年12月11日登録）

## 利用案内
- 開館時間 - 9時30分～16時30分（入館は16時まで）
- 休館日 - 月曜日、祝祭日、夏季特別（8月13日 - 8月15日）、年末年始（12月29日 - 1月4日）
- 入館料 - 無料
- 交通アクセス - JR予讃線坂出駅から徒歩5分

## 周辺情報
- 香風園
- 鎌田醤油本社
  - いずれも鎌田共済会郷土博物館に隣接。

## 「海辺のカフカ」のモデル
村上春樹の小説『海辺のカフカ』に登場する「甲村記念図書館」は鎌田共済会郷土博物館をモデルにしているという説がある。小説中の「甲村記念図書館」は造り酒屋の甲村家が立ち上げた財団が運営する図書館で2階に書画の展示室があるという設定である一方、鎌田共済会郷土博物館（旧図書館）は醤油醸造家の鎌田勝太郎が立ち上げた財団が運営し、書画などの展示を行っているなど、よく似ている。『海辺のカフカ』は高松市を主な舞台としており、村上は坂出市の来訪経験があることから、『さんぽで感じる村上春樹』は鎌田共済会郷土博物館と芦屋市立図書館打出分室からイメージを膨らませて「甲村記念図書館」を描いたのではないかと推察した。ただし、村上本人は「甲村記念図書館は実在しません」と表明している。